# Iglesia de Santo Domingo de Guzmán (Albacete)
La iglesia de Santo Domingo de Guzmán es un templo católico de la ciudad española de Albacete.

## Historia
La iglesia parroquial de Santo Domingo de Guzmán fue consagrada e inaugurada el 29 de septiembre de 2012 por el obispo de Albacete, Ciriaco Benavente Mateos.

## Características
La fachada combina tonos blancos y grises con la madera. Una cruz preside la iglesia situada sobre su puerta principal mientras que el campanario se sitúa en la fachada lateral, en la cual está inscrito su nombre de «Parroquia de Santo Domingo de Guzmán» en grandes letras. El templo está situado en el barrio Hermanos Falcó de la capital, también conocido como Las Quinientas.